# منطقة استوائية

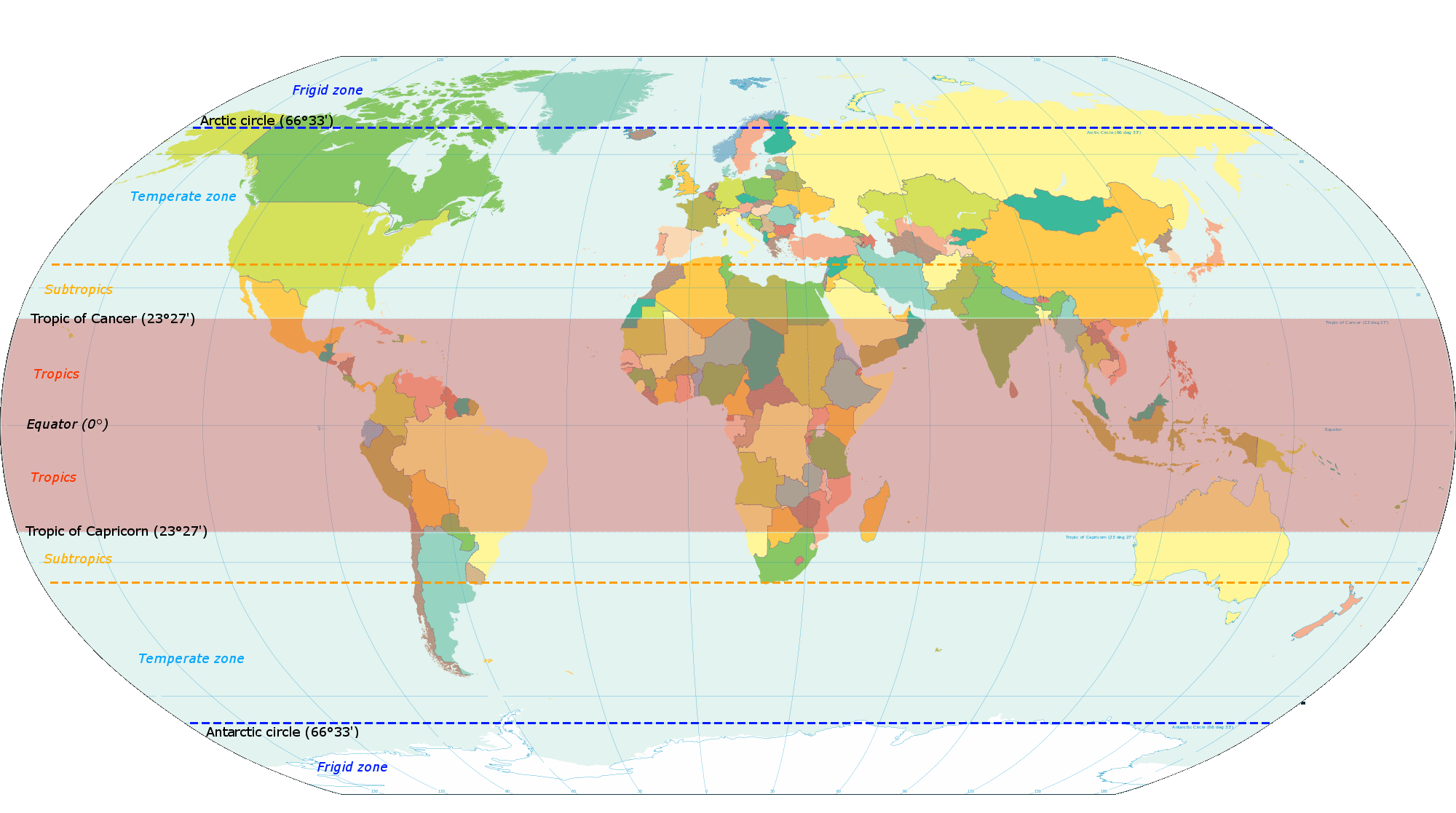
المناطق الاستوائية ضمن الشريط الوردي.

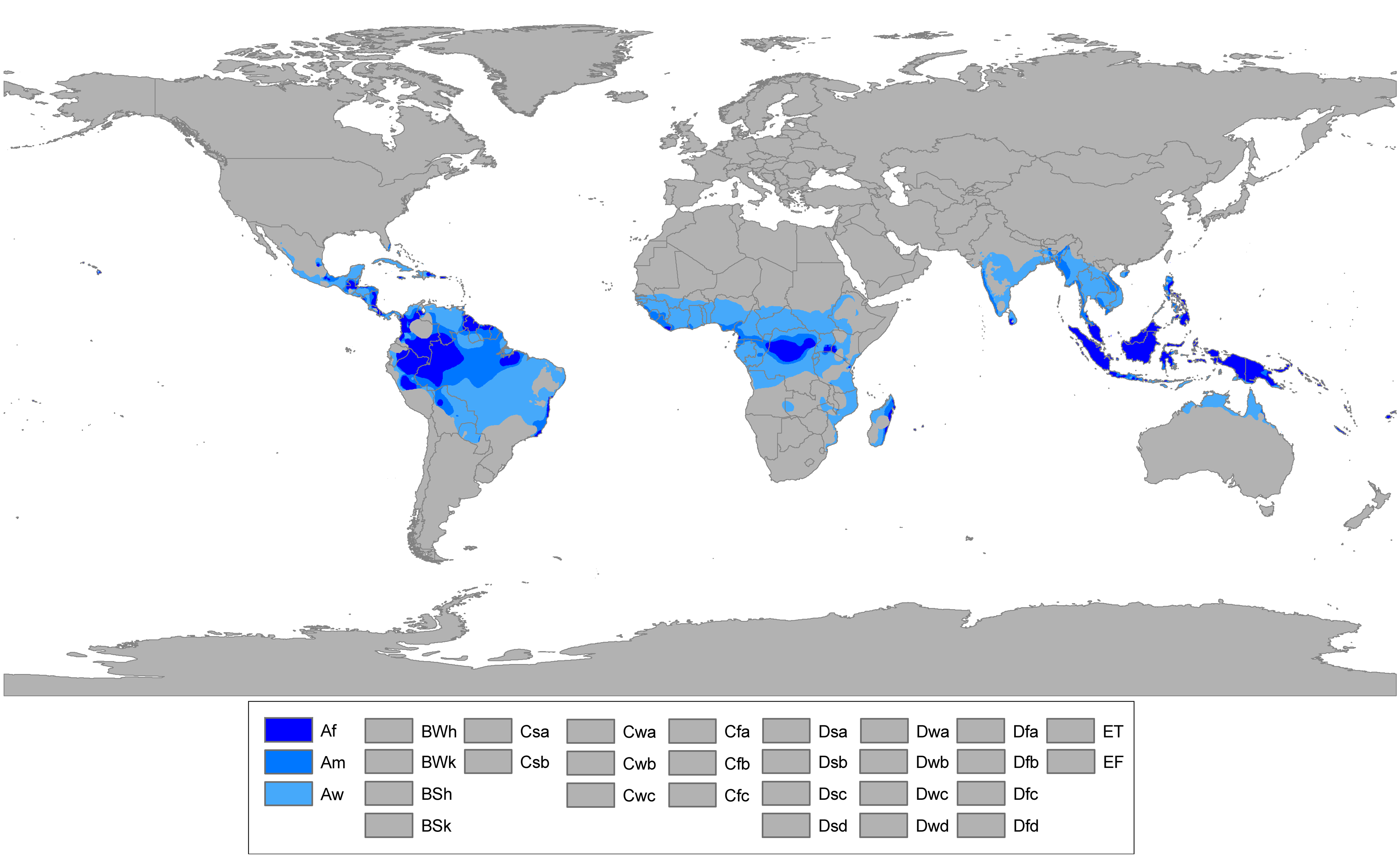
مناطق المناخ المداري للأرض حيث يكون متوسط درجات الحرارة لكل اثني عشر شهرا فوق 18 درجة مئوية.

المناطق الاستوائية أو المدارية أو الحارة هي المناطق من الكرة الأرضية المحيطة بخط الاستواء، وهي محددة بخطي العرض المسماة بالمدارين أو دائرتي الانقلاب وهما مدار السرطان في نصف الكرة الشمالي عند العرض 23° 26' 10.8" (أو 23.43632°) شمالاً، ومدار الجدي في نصف الكرة الجنوبي عند العرض 23° 26' 10.8" (أو 23.43632°) جنوباً، وتتوافق هذان خطا العرض مع الميل المحوري للأرض.
تشمل المناطق المدارية في كل مكان على الأرض وهي نقطة فرعية (الشمس فوقها مباشرة) مرة واحدة على الأقل خلال السنة الشمسية. وبالتالي فإن خطوط العرض القصوى للمناطق الاستوائية لها نفس القيمة الإيجابية والسلبية. وبالمثل، فهم يقاربون «زاوية» الميل المحوري للأرض نظرًا لأن الأرض ليست كرة كاملة. «الزاوية» نفسها ليست ثابتة تمامًا بسبب تأثير القمر بشكل رئيسي، لكن حدود المناطق المدارية هي اتفاقية جغرافية، كونها شكلًا متوسطًا، والتباين صغير جدًا.
فيما يتعلق بالمناخ، تتلقى المناطق المدارية أشعة الشمس المباشرة أكثر من بقية الأرض وتكون أكثر سخونة ورطوبة بشكل عام. تشير كلمة «استوائي» أحيانًا إلى هذا النوع من المناخ بدلاً من المنطقة الجغرافية. تشمل المنطقة الاستوائية الصحارى والجبال المغطاة بالثلوج، وهي ليست استوائية بالمعنى المناخي. تتميز المناطق المدارية عن المناطق المناخية والبيولوجية الأخرى على الأرض، وهي خطوط العرض الوسطى والمناطق القطبية على جانبي المنطقة الاستوائية.
تشكل المناطق المدارية 40٪ من مساحة سطح الأرض  وتحتوي على 36٪ من مساحة اليابسة. اعتبارًا من 2014 كانت المنطقة تضم 40٪ من سكان العالم في عدد السكان، وبعد ذلك يتوقع أن تصل إلى 50٪ بحلول عام 2050. وهذا الرقم 

## أصل التسمية
تأتي كلمة «Tropic» من اليونانية القديمة τροπή (تروب)، وتعني «الدوران» أو «تغيير الاتجاه»، ومن هنا سميت المدار.

## الفصول والمناخ

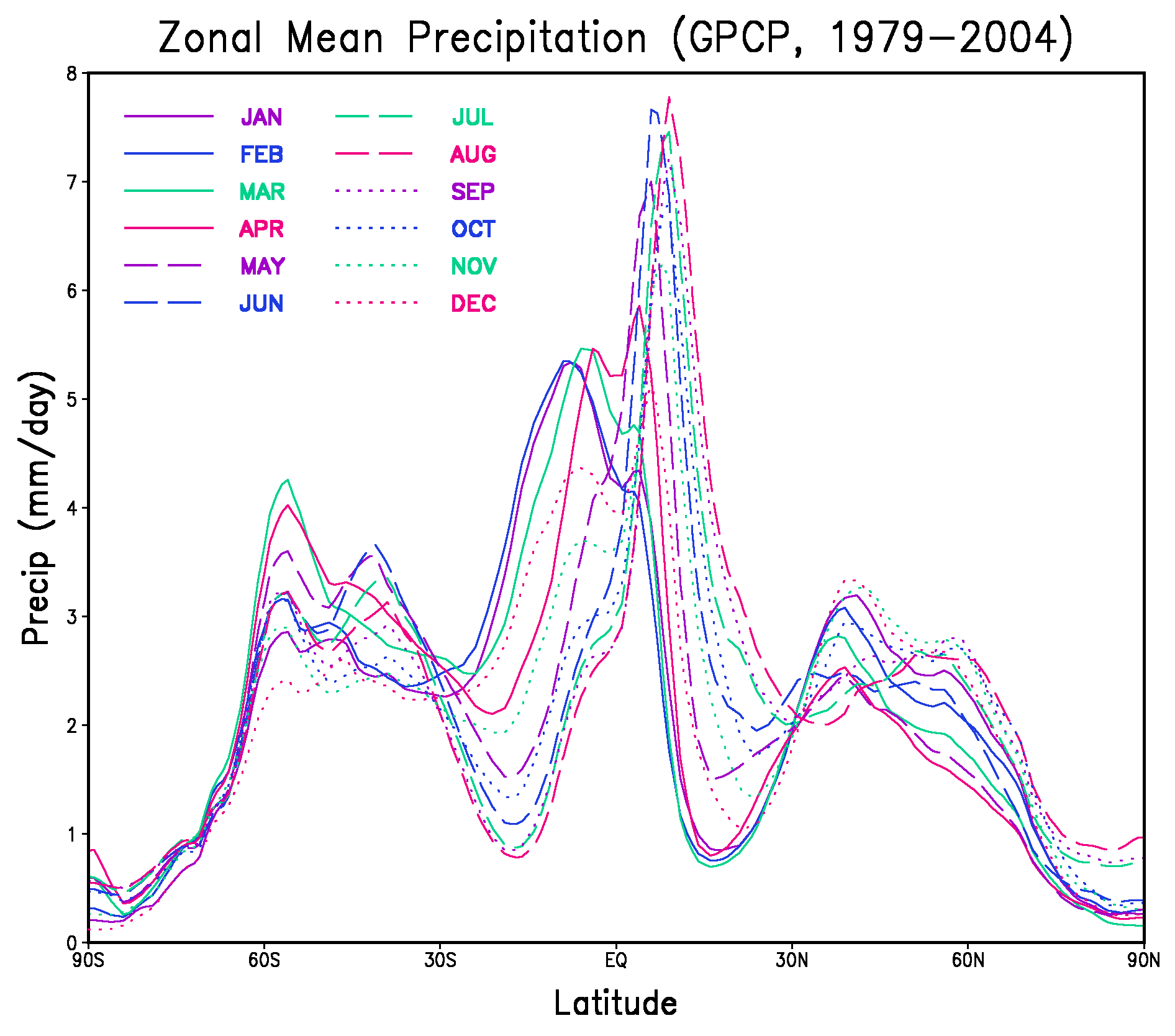
رسم بياني يوضح متوسط هطول الأمطار الشهري حسب المنطقة. تتلقى المناطق المدارية هطول الأمطار أكثر من خطوط العرض العليا. الحد الأقصى لهطول الأمطار ، الذي يتبع خط الاستواء الشمسي خلال العام ، يقع تحت الفرع الصاعد لدوران هادلي ؛ تقع الحدود الدنيا شبه الاستوائية تحت الفرع النازل وتسبب المناطق الصحراوية.

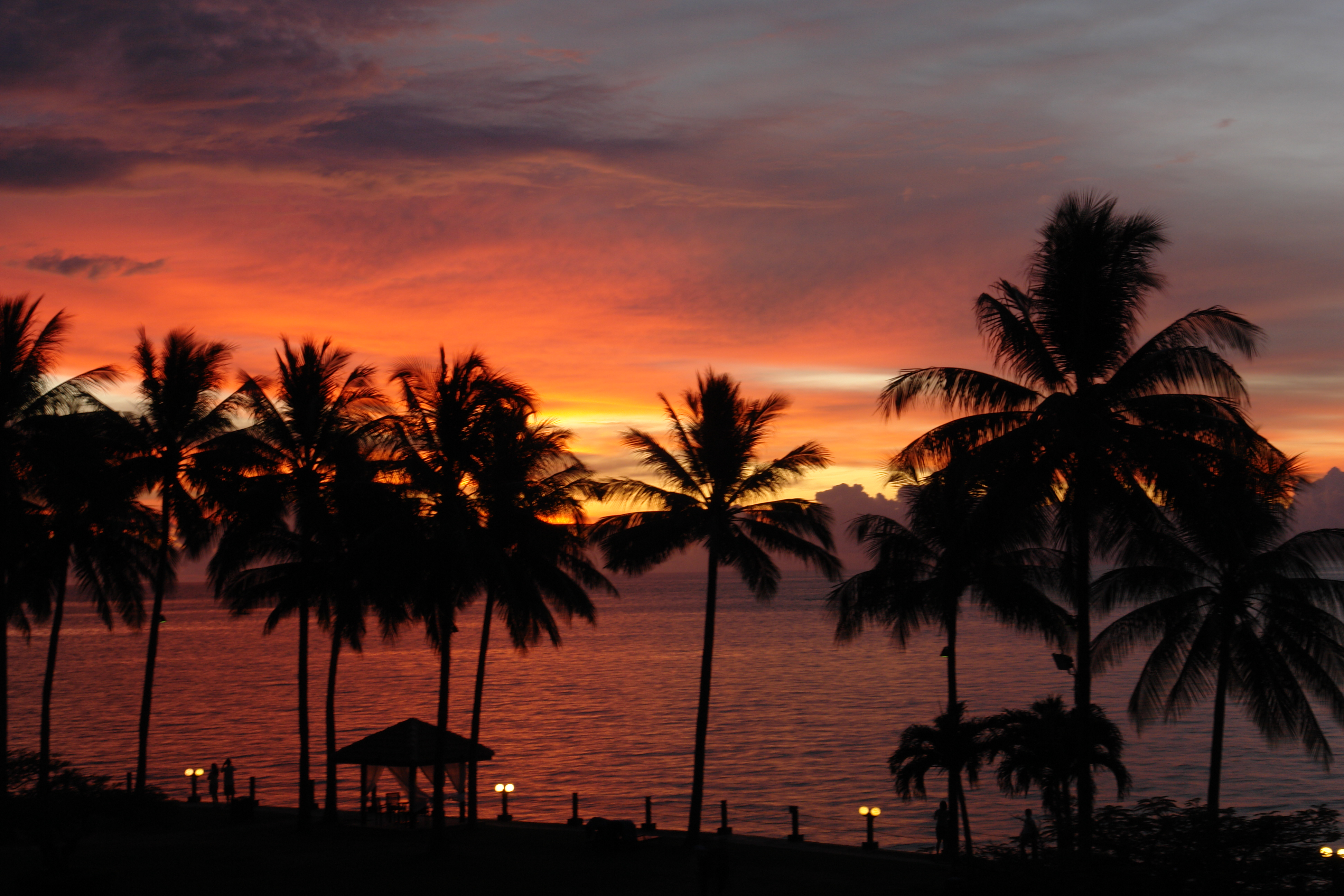
غروب الشمس الاستوائية فوق البحر في كوتا كينابالو، ماليزيا

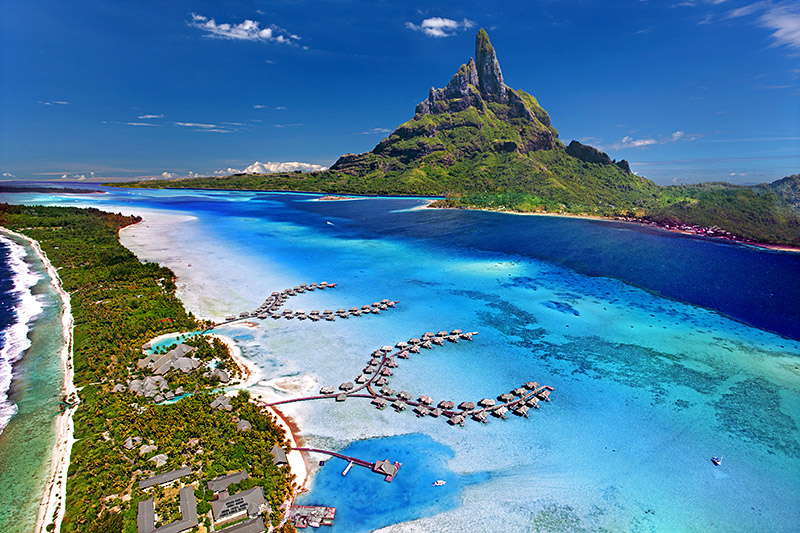
منظر جوي لبورا بورا، بولينيزيا الفرنسية

تستخدم كلمة «استوائي» أحيانًا بمعنى عام للمناخ الاستوائي لتعني الدفء إلى الحار والرطب على مدار العام، غالبًا مع الإحساس بالنباتات المورقة.
تتمتع العديد من المناطق الاستوائية بموسم جاف ورطب. موسم الأمطار و موسم الأمطار و الموسم الأخضر هو الوقت من العام، والذي يتراوح من شهر واحد أو أكثر، عندما يسقط معظم متوسط هطول الأمطار السنوي في المنطقة. تنتشر المناطق ذات المواسم الرطبة عبر أجزاء من المناطق الاستوائية وشبه الاستوائية. تحت تصنيف مناخ كوبن، بالنسبة للمناخات الاستوائية، يتم تعريف شهر الموسم الرطب على أنه شهر يكون متوسط هطول الأمطار فيه 60 مليمتر (2.4 بوصة) أو أكثر. تشهد بعض المناطق ذات المواسم الممطرة الواضحة انقطاعًا في هطول الأمطار خلال منتصف الموسم عندما تتحرك منطقة التقارب بين المناطق المدارية أو حوض الرياح الموسمية باتجاه القطب من موقعها خلال منتصف الموسم الدافئ؛  يتراوح الغطاء النباتي النموذجي في هذه المناطق من الغابات الاستوائية الموسمية الرطبة إلى السافانا.
عندما يحدث موسم الأمطار خلال الموسم الدافئ أو الصيف، فإن هطول الأمطار يسقط بشكل رئيسي خلال فترة ما بعد الظهيرة وبداية ساعات المساء. موسم الأمطار هو الوقت الذي تتحسن فيه جودة الهواء، وتتحسن جودة المياه العذبة وتنمو النباتات بشكل كبير، مما يؤدي إلى إنتاج المحاصيل في أواخر الموسم. تتسبب الفيضانات في فيضان الأنهار على ضفافها، وتتراجع بعض الحيوانات إلى مناطق مرتفعة. التربة المواد الغذائية يقلل وزيادة التعرية. يزداد معدل الإصابة بالملاريا في المناطق التي يتزامن فيها موسم الأمطار مع ارتفاع درجات الحرارة. الحيوانات لديها استراتيجيات التكيف والبقاء للنظام الرطب. يؤدي موسم الجفاف السابق إلى نقص الغذاء في موسم الأمطار، حيث لم تنضج المحاصيل بعد.
ومع ذلك، قد لا تتمتع المناطق الواقعة داخل المناطق الاستوائية بمناخ استوائي. تحت تصنيف مناخ كوبن، لا يتم تصنيف الكثير من المناطق داخل المناطق المدارية الجغرافية على أنها «استوائية» ولكن «جافة» (قاحلة أو شبه قاحلة)، بما في ذلك الصحراء الكبرى وصحراء أتاكاما والمناطق النائية الأسترالية. أيضًا، توجد التندرا الألبية والقمم المغطاة بالثلوج، بما في ذلك ماونا كيا وجبل كليمنجارو وبونشاك جايا وجبال الأنديز في أقصى الجنوب حتى الأجزاء الشمالية من تشيلي وبيرو.

## النظم البيئية

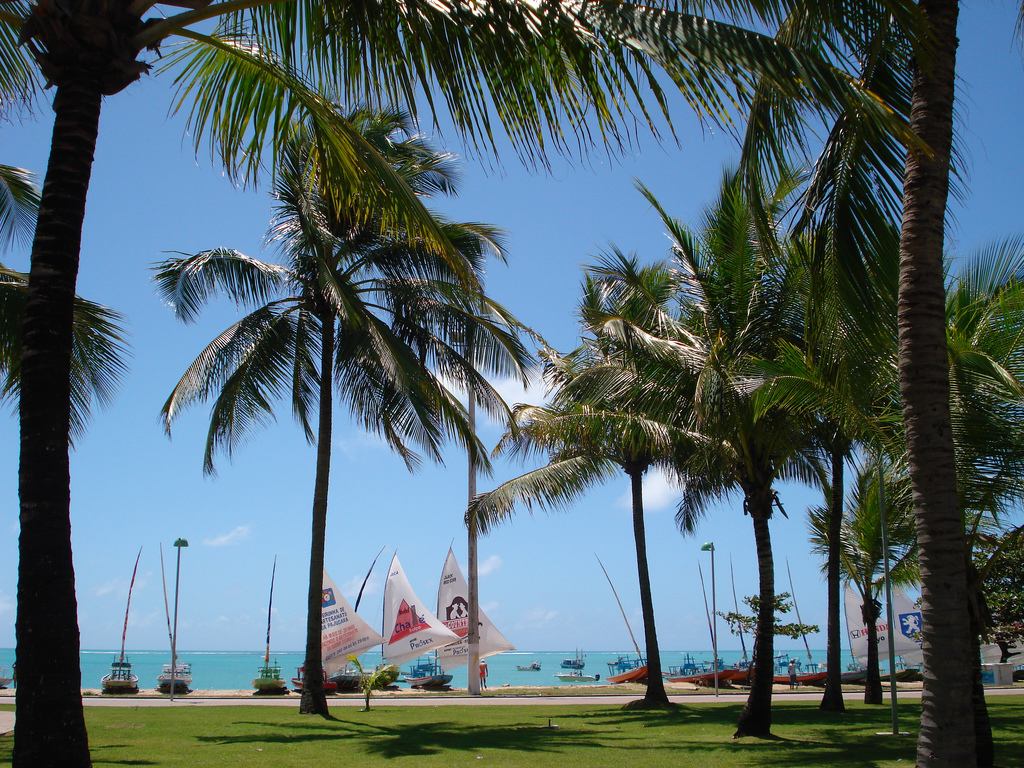
نخيل جوز الهند في المناخ الاستوائي الدافئ في شمال البرازيل

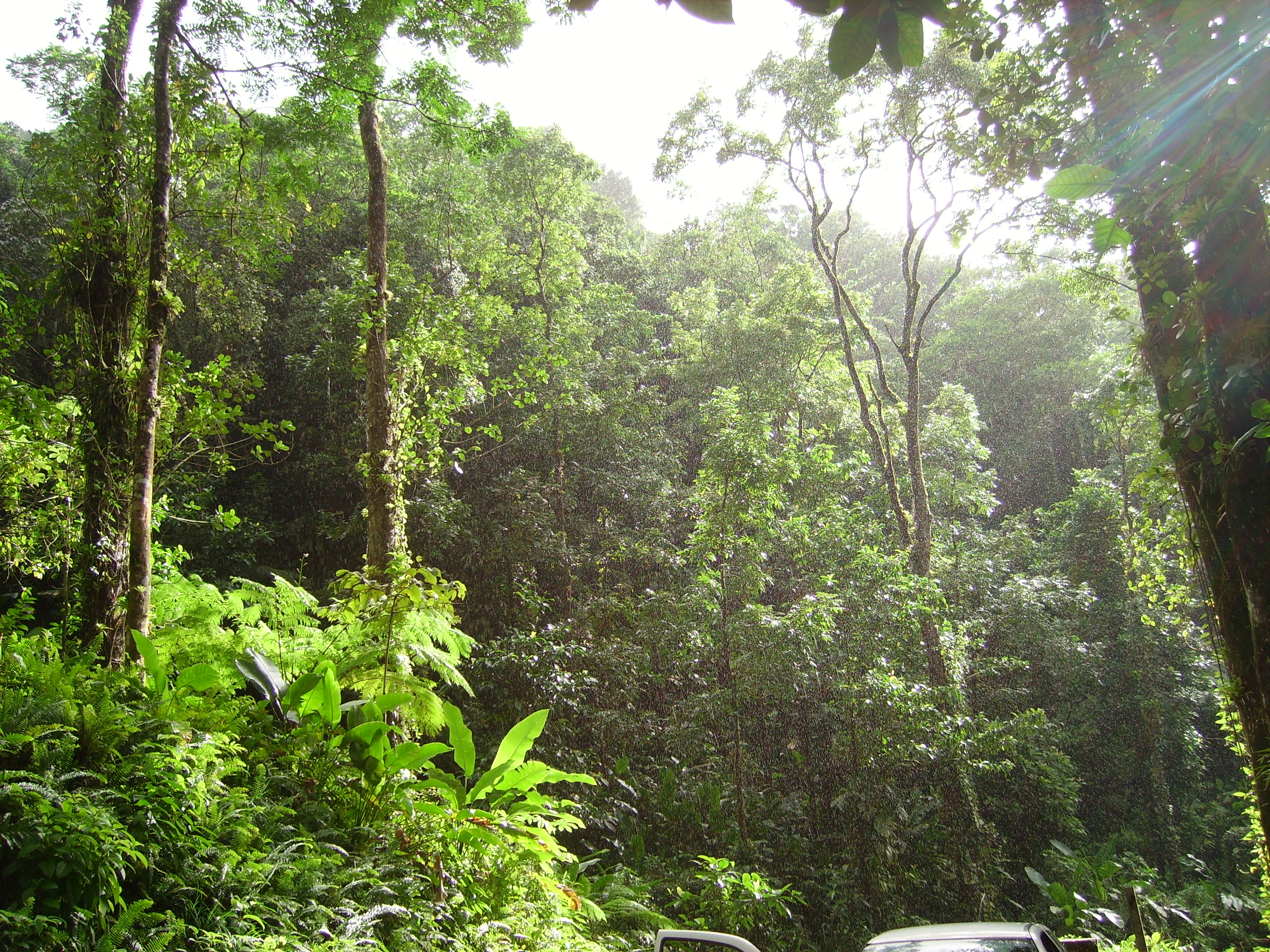
غابة استوائية بالقرب منفوند سان دوني، مارتينيك

النباتات والحيوانات الاستوائية هي تلك الأنواع الأصلية في المناطق الاستوائية. قد تتكون النظم البيئية الاستوائية من الغابات الاستوائية المطيرة، والغابات الاستوائية الموسمية، والغابات الجافة (النفضية في كثير من الأحيان)، والغابات الشوكية، والصحراء وأنواع الموائل الأخرى. غالبًا ما توجد مناطق كبيرة من التنوع البيولوجي، وتوجد أنواع متوطنة، خاصة في الغابات المطيرة والغابات الموسمية. بعض الأمثلة على التنوع البيولوجي المهم والنظم البيئية عالية التوطن هي غابة اليونكي الوطنية في بورتوريكو، وغابات كوستاريكا ونيكاراغوا المطيرة، وغابات الأمازون المطيرة في العديد من بلدان أمريكا الجنوبية، وغابات مدغشقر الجافة النفضية، وووتربيرج بيوسفير في جنوب إفريقيا، وشرق مدغشقر الغابات المطيرة. في كثير من الأحيان على تربة الغابات الاستوائية منخفضة في المغذيات المحتوى، مما يجعلها عرضة تماما ل خفض والحرق إزالة الغابات التقنيات، التي تكون في بعض الأحيان عنصرا من الزراعة المتنقلة النظم الزراعية.
في الجغرافيا الحيوية، تنقسم المناطق المدارية إلى:
- الإقليم المداري القديم (إفريقيا وآسيا وأستراليا)
- الإقليم المداري الجديد (منطقة البحر الكاريبي وأمريكا الوسطى وأمريكا الجنوبية).
- الاقليمين معا، يشار إليهم أحيانًا باسم بانتروبيك. يختلف نظام العوالم البيوجغرافية إلى حد ما؛ في عالم المدارية الجديدة تشمل كلا من المناطق شبه المدارية والمعتدلة أمريكا الجنوبية، ويتوافق الإقليم المداري القديم إلى المداري الإفريقي، إقليم هندوملاوي، أوقيانوسيا، والعوالم الاستراليةالاستوائية.

## المنطقة المدارية
تشير المنطقة الاستوائية إلى الصورة التي يمتلكها الأشخاص من خارج المناطق الاستوائية عن المنطقة، والتي تتراوح من الحرجة إلى الشديدة. اكتسبت فكرة الاستوائية اهتمامًا متجددًا في الخطاب الجغرافي عندما نشر الجغرافي الفرنسي بيير غورو ليه باي تروبيكو (العالم المداري باللغة الإنجليزية) في أواخر الأربعينيات.
شملت المناطق المدارية صورتين. الأول هو أن المناطق الاستوائية تمثل «جنة عدن»، أو جنة على الأرض، أو أرض غنية بالتنوع البيولوجي أو جنة استوائية. البديل هو أن المناطق الاستوائية تتكون من طبيعة برية لا تقهر. غالبًا ما نوقش الرأي الأخير في الأدب الغربي القديم أكثر من الأول. تشير الأدلة مع مرور الوقت إلى أن وجهة نظر المناطق الاستوائية على هذا النحو في الأدبيات الشعبية قد حلت محلها تفسيرات أكثر شمولاً وتعقيدًا.
حاول العلماء الغربيون نظرية لماذا كانت المناطق الاستوائية أكثر قسوة نسبيا للحضارات البشرية من المناطق الأكثر برودة في نصف الكرة الشمالي. تفسير تركز على الاختلافات في المناخ. تتمتع الأدغال الاستوائية والغابات المطيرة بطقس أكثر رطوبة وحرارة من المزاج الأكثر برودة وجفافا في نصف الكرة الشمالي. قاد هذا الموضوع بعض العلماء إلى اقتراح أن المناخات الحارة الرطبة ترتبط بالسكان الذين يفتقرون إلى السيطرة على الطبيعة على سبيل المثال «غابات الأمازون المطيرة البرية».